# Municipio de Bolivar (condado de Poinsett)
El municipio de Bolivar (en inglés: Bolivar Township) es un municipio ubicado en el condado de Poinsett en el estado estadounidense de Arkansas. En el año 2010 tenía una población de 4465 habitantes y una densidad poblacional de 23,88 personas por km².

## Geografía
El municipio de Bolivar se encuentra ubicado en las coordenadas 35°34′28″N 90°42′59″O / 35.57444, -90.71639. Según la Oficina del Censo de los Estados Unidos, el municipio tiene una superficie total de 186.98 km², de la cual 184,84 km² corresponden a tierra firme y (1,15 %) 2,15 km² es agua.

## Demografía
Según el censo de 2010, había 4465 personas residiendo en el municipio de Bolivar. La densidad de población era de 23,88 hab./km². De los 4465 habitantes, el municipio de Bolivar estaba compuesto por el 95,16 % blancos, el 2,26 % eran afroamericanos, el 0,2 % eran amerindios, el 0,11 % eran asiáticos, el 0,34 % eran de otras razas y el 1,93 % eran de una mezcla de razas. Del total de la población el 1,23 % eran hispanos o latinos de cualquier raza.